# Бартонсприншки даждевњак
Бартонсприншки даждевњак (лат. Eurycea sosorum, енгл. Barton Springs salamander) је водоземац из реда репатих водоземаца (Caudata) и породице безплућњака (Plethodontidae).

## Опис
Одрасле јединке бартонсприншког даждевњака достижу дужину од приближно 6,4 cm. Боја тела може бити од тамно љубичасте до светложуте.

## Распрострањеност и станиште
Ареал врсте је ограничен на једну државу. Америчка држава Тексас је једино познато природно станиште врсте, прецизније Бартон Спрингс извориште потока Бартон Крик, које се налази у близини Остина главног града Тексаса.
Станишта врсте су слатководна подручја.

## Угроженост
Ова врста се сматра рањивом у погледу угрожености врсте од изумирања.